# Sebald Justinus Brugmans

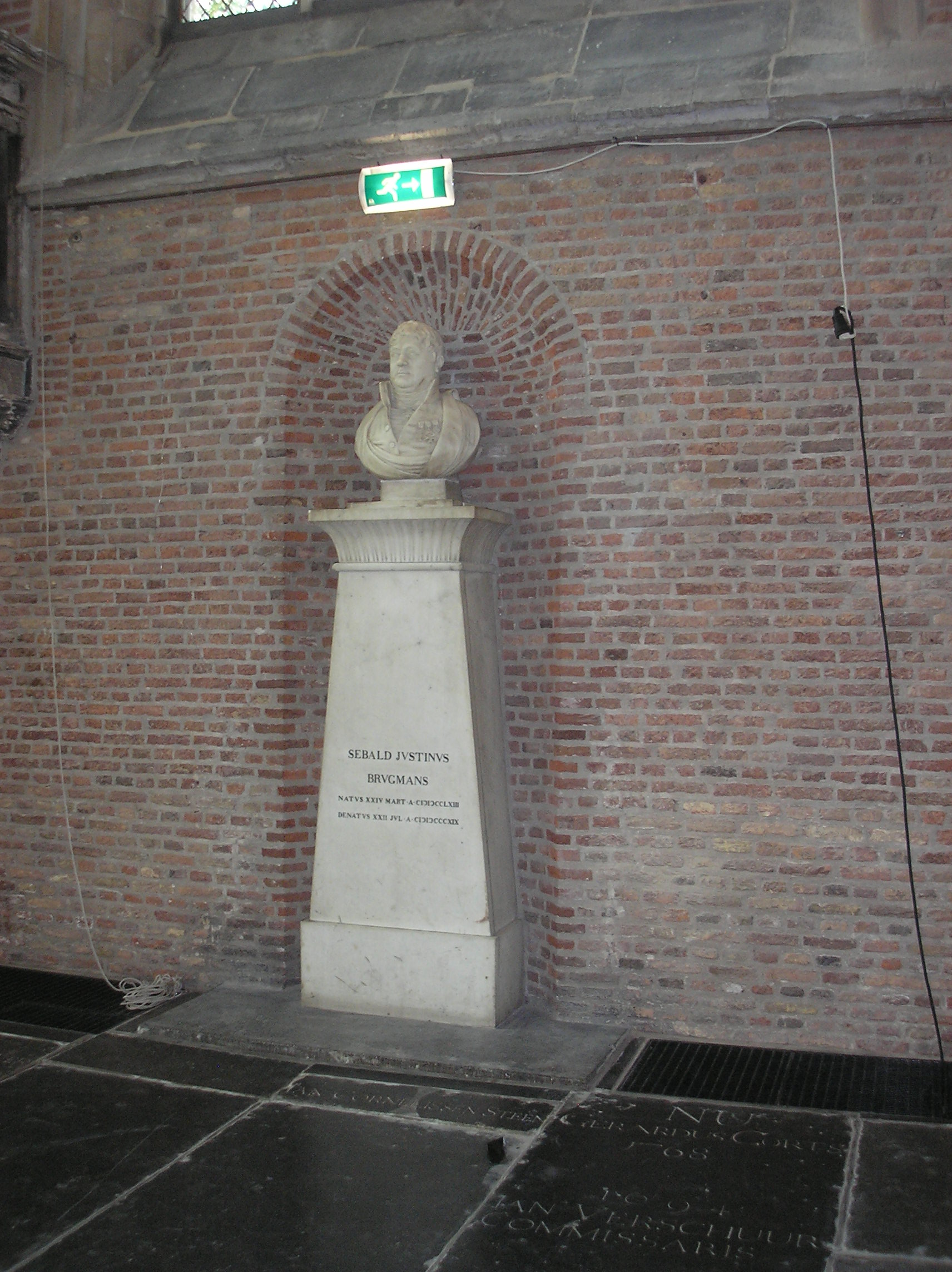
Monumento em Pieterskerk Leyden

Sebald Justinus Brugmans (Franeker, 24 de março de 1763 – Leiden, 22 de julho de 1819) foi um botânico e médico neerlandês. Filho do naturalista Anton Brugmans (1732-1789).
Brugmans estudou filosofia, matemática e física na Universidade de Franeker e na Universidade de Groningen, obtendo um doutorado em 1781. Em 1785 tornou-se professor em Franeker, onde lecionou física, astronomia, lógica e metafísica. Durante o ano seguinte sucedeu David van Royen (1727–1799) como professor de botânica na Universidade de Leiden.
Um gênero angiosperma subtropical conhecido como brugmansia é denominado em sua memória.